# Tung (Einheit)
Der Tung war ein Längenmaß auf Sumatra. Auch die Chinesen nutzten das Maß.
- 1 Tung = 4 Hailoh = 3,6 bis 3,8 Meter
- 1 Tung = 4 Yard =12 Fuß[1]